# アウター・リミッツ (1963年)

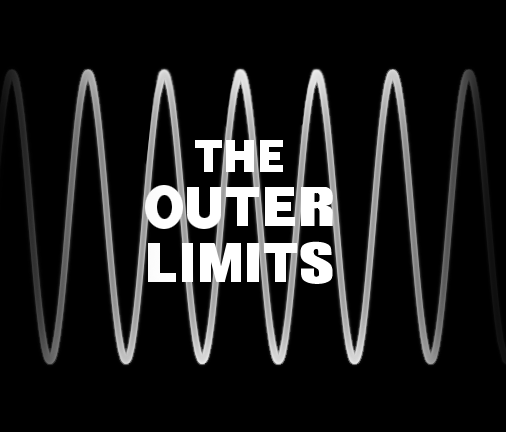

『アウター・リミッツ』（英語: The Outer Limits）は、アメリカ合衆国のSFテレビドラマ（海外ドラマ）である。モノクローム作品。
エイリアン、UFO、モンスター、超能力者、超常現象を取り上げている一話完結型の作品。アメリカでは『トワイライト・ゾーン』とともに1960年代を代表するSFテレビドラマとして人気が高く、円谷プロダクションの『ウルトラQ』などに大きな影響を与えた。
アメリカでは、アメリカン・ブロードキャスティング・カンパニー (ABC) が1963年9月15日から1965年1月16日まで全49回を2シーズンで放送した。日本では、1964年にNETテレビ（現・テレビ朝日）とその系列局（ANN発足前のネット局）が第1シーズンを『空想科学劇場 アウターリミッツ』のタイトルで、1966年に日本テレビとNNN加盟局が第2シーズンを『空想科学映画 ウルトラゾーン』のタイトルで放送した。
ジェームズ・キャメロンの『ターミネーター』公開時、「38世紀から来た兵士」と「ガラスの手を持つ男」からの盗作であると脚本担当のハーラン・エリスンが提訴して勝訴し、『ターミネーター』のエンドクレジットでエリスンの名が記されている。
1995年にはアメリカで、リメイク版の『新アウターリミッツ』（英語: The Outer Limits）が制作・放送された。

## 主なキャスト
| - ニック・アダムス - エディ・アルバート - エドワード・アズナー - ビリー・グリーン・ブッシュ - ダブニー・コールマン - グラディス・クーパー - ロバート・カルプ - ブルース・ダーン - ジェームズ・ドゥーアン - ロバート・ドクィ - ロバート・デュヴァル - ミムジー・ファーマー - ニナ・フォック - マイケル・フォレスト - グロリア・グレアム | - ハリー・ガーディノ - セドリック・ハードウィック - ジェームズ・ホン - ミリアム・ホプキンス - リチャード・ジャッケル - サリー・ケラーマン - シャーリー・ナイト - ジョアンナ・フランク - マーティン・ランドー - デヴィッド・マッカラム - ラルフ・ミーカー - ゲイリー・メリル - ヴェラ・マイルズ - バリー・モース - レナード・ニモイ | - ロイド・ノーラン - ウォーレン・オーツ - キャロル・オコナー - パトリック・オニール - ドナルド・プレザンス - ピーター・マーク・リッチマン - クリフ・ロバートソン - ルース・ローマン - ジャクリーン・スコット - ウィリアム・シャトナー - マーティン・シーン - ジェームズ・シゲタ - ヘンリー・シルヴァ - ジョイス・ヴァン・パタン - サム・ワナメイカー - アダム・ウェスト |

## スタッフ
- ナレーション：ヴィク・ペリン
- 製作総指揮：レスリー・スティーヴンス
- 製作：ジョセフ・ステファノ（第1シーズン）、ベン・ブラディ（第2シーズン）
- 撮影：コンラッド・L・ホール、フレッド・J・コーネカンプ、ケネス・ビーチ
- 音楽：ドミニク・フロンティア（第1シーズン）、ハリー・ルビン（第2シーズン）
- 特撮：プロジェクト・アンリミテッド

### 主な監督
- レスリー・スティーヴンス
- バイロン・ハスキン

### 主な脚本家
- レスリー・スティーヴンス
- ジョセフ・ステファノ
- ハーラン・エリスン
- ロバート・タウン
- イブ・メルキオー

## サブタイトルリスト
放送回右の () 内の数字は、シリーズ全体での通算放送回数。

### 第1シーズン (1st Season/1963-1964)
| 放送回  | 題名                     | 原題                                      |
| ------- | ------------------------ | ----------------------------------------- |
| 1 (1)   | 宇宙人現わる             | The Galaxy Being                          |
| 2 (2)   | もう一人の自分           | The Hundred Days of the Dragon            |
| 3 (3)   | ゆがめられた世界統一     | The Architects of Fear                    |
| 4 (4)   | 人間電池                 | The Man with the Power                    |
| 5 (5)   | 狂った進化               | The Sixth Finger                          |
| 6 (6)   | 生まれて来なかった男     | The Man Who Was Never Born                |
| 7 (7)   | 地球は狙われている       | O.B.I.T.                                  |
| 8 (8)   | 脳交換                   | The Human Factor                          |
| 9 (9)   | 宇宙ビールスの侵入       | Corpus Earthling                          |
| 10 (10) | 悪夢                     | Nightmare                                 |
| 11 (11) | 人喰い雲                 | It Crawled Out of the Woodwork            |
| 12 (12) | 二次元の世界へ           | The Borderland                            |
| 13 (13) | 太古の魚                 | Tourist Attraction                        |
| 14 (14) | 蟻人（アントメン）の恐怖 | The Zanti Misfits                         |
| 15 (15) | クロモ星人               | The Mice                                  |
| 16 (16) | 火星人の実験             | Controlled Experiment                     |
| 17 (17) | 破滅の箱                 | Don't Open Till Doomsday                  |
| 18 (18) | 昆虫美人                 | ZZZZZ                                     |
| 19 (19) | 肉体の侵略               | The Invisibles                            |
| 20 (20) | 宇宙へのかけ橋           | The Bellero Shield                        |
| 21 (21) | 宇宙人の落とし子         | The Children of Spider County             |
| 22 (22) | 宇宙植物                 | Specimen: Unknown                         |
| 23 (23) | 遊星衝突の危機           | Second Chance                             |
| 24 (24) | 月への亡命               | Moonstone                                 |
| 25 (25) | 第二の地球を求めて       | The Mutant                                |
| 26 (26) | 二階にいる生物           | The Guests                                |
| 27 (27) | 宇宙の決闘               | Fun and Games                             |
| 28 (28) | 宇宙洗脳                 | The Special One                           |
| 29 (29) | ルミノス星人の陰謀       | A Feasibility Study                       |
| 30 (30) | 大爆発                   | Production and Decay of Strange Particles |
| 31 (31) | 人間カメレオン           | The Chameleon                             |
| 32 (32) | 死体蘇生器               | The Forms of Things Unknown               |

### 第2シーズン (2nd Season/1964-1965)
| 放送回  | 題名                         | 原題                          |
| ------- | ---------------------------- | ----------------------------- |
| 1 (33)  | 38世紀から来た兵士           | Soldier                       |
| 2 (34)  | 宇宙に散った白血球           | Cold Hands, Warm Heart        |
| 3 (35)  | 二次元からの訪問者           | Behold, Eck!                  |
| 4 (36)  | ウルトラ人間                 | Expanding Human               |
| 5 (37)  | ガラスの手を持つ男           | Demon with a Glass Hand       |
| 6 (38)  | 沈黙の叫び                   | Cry of Silence                |
| 7 (39)  | 火星！その恐るべき敵         | The Invisible Enemy           |
| 8 (40)  | 人工惑星ウルフ               | Wolf 359                      |
| 9 (41)  | ロボット法廷に立つ           | I, Robot                      |
| 10 (42) | 見知らぬ宇宙の相続人（前編） | The Inheritors: Part I        |
| 11 (43) | 見知らぬ宇宙の相続人（後編） | The Inheritors: Part II       |
| 12 (44) | 宇宙からの使者               | Keeper of the Purple Twilight |
| 13 (45) | 宇宙怪獣メガソイド           | The Duplicate Man             |
| 14 (46) | アンテオン遊星への道         | Counterweight                 |
| 15 (47) | バーム大佐の脳細胞           | The Brain of Colonel Barham   |
| 16 (48) | 10秒間の未来                 | The Premonition               |
| 17 (49) | 宇宙通信SOS                  | The Probe                     |

## 小説
2008年に角川文庫から発売されたアンソロジー『地球の静止する日』には、以下の原作短編が収録されている。
- ジェリイ・ソール『アンテオン遊星への道』
- クリフォード・D・シマック『異星獣を追え！』（放映題『宇宙怪獣メガソイド』）
- ジェリイ・ソール『見えざる敵』（放映題『火星！その恐るべき敵』）
- ハーラン・エリスン『38世紀から来た兵士』
- フレドリック・ブラウン『闘技場（英語版）（アリーナ）』（放映題『宇宙の決闘』）

このうち、ブラウンの『闘技場』は原作としてクレジットされていないが、当時から類似が指摘されており、脚本家が小説の存在を知っていたらしいことから、現在では原作として扱われている。